# Риторичне запитання
Ритори́чне запита́ння, риторичне питання — риторична фігура, яка полягає у використанні запитання, що містить у собі ствердну відповідь.
Це питання, яке ставиться не з метою отримання відповіді, а з метою афористичного узагальнення загальновідомої або очевидної думки, наприклад:
«Кати знущаються над нами,
А правда наша п'яна спить.
Коли вона прокинеться?
Коли одпочити
Ляжеш, Боже, утомлений?» 
(Т. Шевченко)
Використовується як засіб відтворення діалогу з уявним співрозмовником. Оформляється питальним реченням. Запитання адресатові не розраховане на відповідь, бо відповідь неможлива чи зайва, або вона вміщена чи смислово конденсована в самому запитанні.
Найчастіше риторичні питання ставляться у двох випадках:
- коли відповідь очевидна, відома аудиторії, ораторові потрібно тільки актуалізувати її для сприйняття слухачами, наприклад:

Ви не змусите людину бути культурною, якщо не пробудите в неї потребу до культури. Чи стане вона їсти, якщо не голодна? Чи буде шукати, де тепліше, якщо їй не холодно? Або чи захоче вона якихось змін, якщо вона всім задоволена?
- Коли відповідь на запитання ніхто не знає, чи її взагалі не існує, наприклад: Хто винен? Що робити? тощо.«Що є істина?» Христос і Пілат[ru] (1890) Микола Ге

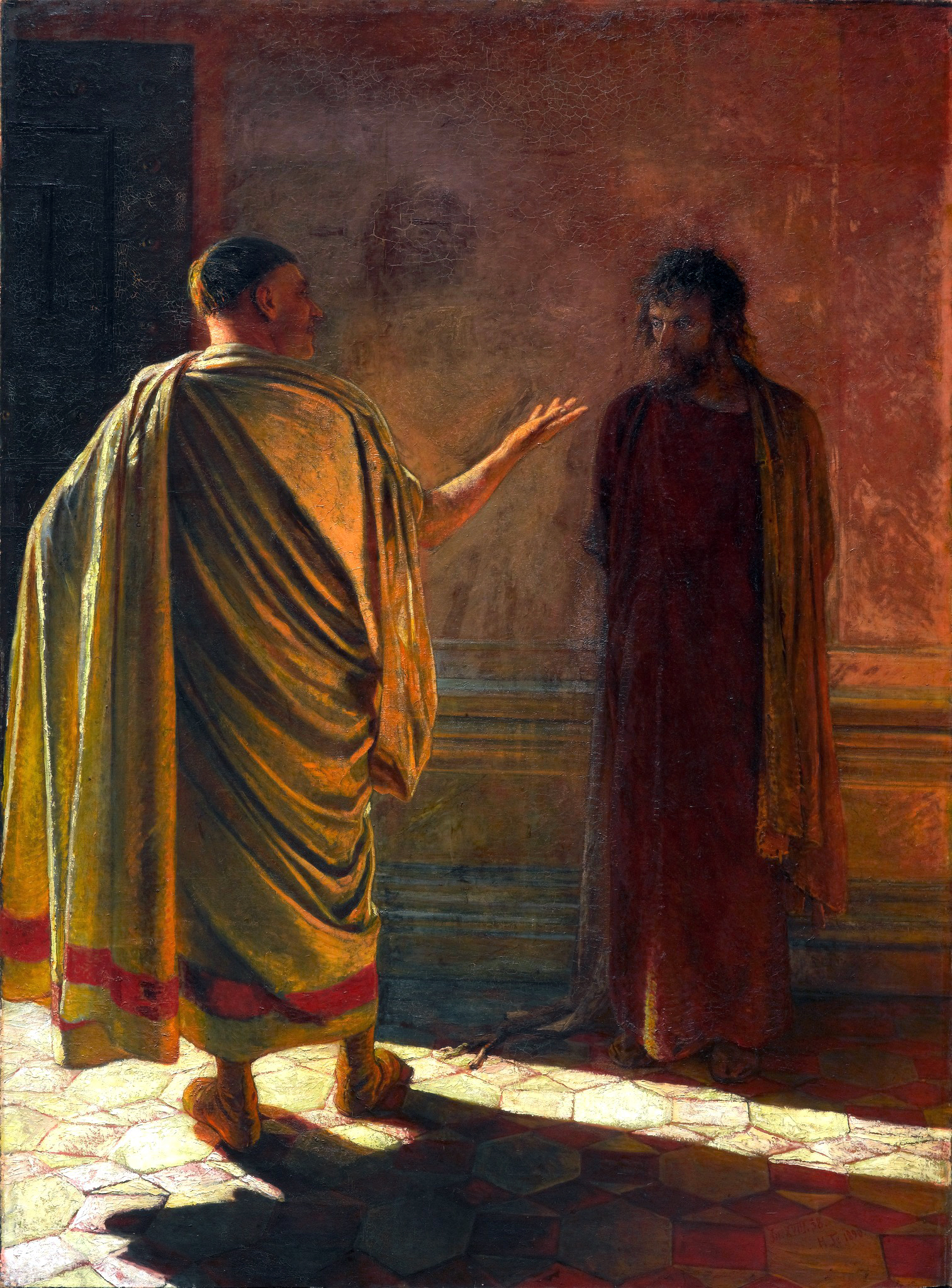
(1890) Микола Ге

Риторичне питання призначене викликати певну експресію, ілюзію розмови, діалогу, що начебто відбувається у присутності читача і за його участю. Риторичне питання властиве епічному мовленню, але пасажами може вклинюватись і в ліричний план розповіді. Використовується здавна, але ширшого застосування набуло в новій українській літературі: «За що ти мене вбив? Кров'ю землю обагрив?… За що туча несходима? Де тут голос побратима?» (Андрій Малишко); «Британіє! Це пам'ятаєш ти?» (Микола Бажан).

Приклад риторичного запитання: «Хто тільки не проклинав станційних наглядачів, хто з ними не лаявся!» (Олександр Пушкін). Як бачимо, автор не намагається отримати відповідь на дане питання. У питання немає навіть знаку питання, тільки синтаксично пропозицію побудовано як питання. Це риторичне питання. Мета висловлювання — привернути увагу читачів до проблеми станційних наглядачів, з якими лаявся кожен мандрівник XIX століття.
37 Сказав же до Нього Пила́т: „Так Ти Цар?“ Ісус відповів: „Сам ти кажеш, що Цар Я. Я на те народився, і на те прийшов у світ, щоб засві́дчити правду. І кожен, хто з правди, той чує Мій голос“.

38 Говорить до Нього Пила́т: „Що є правда?“ І сказавши оце, до юдеїв знов вийшов, та й каже до них: „Не знахо́джу Я в Ньому провини нія́кої. (Ів. 18.37-38, в перекладі Микола Огієнка 1988 року)
Quid est veritas? — «Що є істина?», знамените риторичне питання Понтія Пілата.